# Classica Aldeias do Xisto
Le Classica Aldeias do Xisto (officiellement Classica Aldeias do Xisto-Cyclin'Portugal) est une course cycliste portugaise créée en 2017 et disputée dans la Serra da Lousã. Elle fait partie de l'UCI Europe Tour en catégorie 1.2 en 2017 et 2018 puis est retirée du circuit par la suite.

## Palmarès
| Année | Vainqueur                | Deuxième          | Troisième            |
| ----- | ------------------------ | ----------------- | -------------------- |
| 2017  | Vicente García de Mateos | Rinaldo Nocentini | Andreas Vangstad     |
| 2018  | Daniel Mestre            | Joni Brandão      | Non-attribuée        |
| 2019  | Joni Brandão             | Luís Mendonça     | Henrique Casimiro    |
| 2020  | pas de course            | pas de course     | pas de course        |
| 2021  | Joni Brandão             | Tiago Antunes     | Frederico Figueiredo |
| 2022  | Frederico Figueiredo     | José Neves        | Henrique Casimiro    |
| 2023  | Frederico Figueiredo     | Luís Gomes        | Artem Nych           |
| 2024  | Mauricio Moreira         | Emanuel Duarte    | Frederico Figueiredo |
| 2025  | Alexis Guérin            | Nicolás Tivani    | Emanuel Duarte       |